# آندژی یوسکوویاک
آندژی یوسکوویاک (لهستانی: Andrzej Juskowiak؛ زادهٔ ۳ نوامبر ۱۹۷۰) بازیکن فوتبال اهل لهستان بود.
از باشگاه‌هایی که در آن بازی کرده‌است می‌توان به باشگاه فوتبال ارتسگبیرگ آئو، باشگاه فوتبال اسپورتینگ پرتغال، باشگاه فوتبال نیویورک رد بولز، باشگاه فوتبال المپیاکوس، باشگاه فوتبال وولفسبورگ، باشگاه فوتبال انرژی کوتبوس، باشگاه فوتبال بروسیا مونشن‌گلادباخ، و باشگاه فوتبال لخ پوزنان اشاره کرد.
وی همچنین در تیم ملی فوتبال لهستان بازی کرده‌است.
وی در مسابقات کشوری و بین‌المللی در مجموع برندهٔ ۱ مدال نقره شده‌است.